# Wilhelm Ross

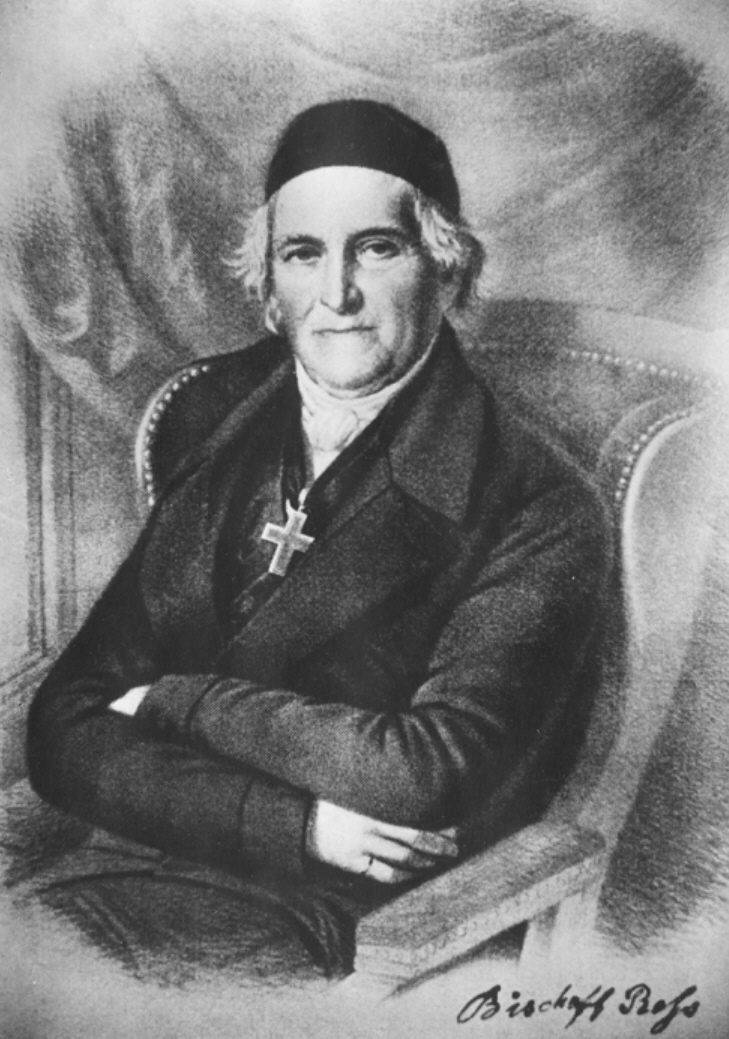
Wilhelm Roß. Königlich Lithographisches Institut, Berlin um 1850.

Wilhelm Johann Gottfried Roß (* 7. Juli 1772 in Isselburg (Rheinland); † 27. Oktober 1854 in Alpen (Rheinland)) war ein evangelischer Theologe und als Generalsuperintendent mit dem Titel „Bischof“ leitender Geistlicher der Kirchenprovinzen Rheinland und Westfalen der Evangelischen Kirche Preußens.

## Leben und Wirken
Wilhelm Roß wurde als Sohn des Pfarrers in Wallbach und Isselburg, Heinrich Gottfried Roß (* 23. Mai 1732 in Isselburg; † 22. Februar 1796 ebenda) und dessen Ehefrau Katharina geborene Heymanns geboren, besuchte in Wesel und Moers das Gymnasium und studierte ab Ostern 1788 an der Universität Duisburg Theologie. 1791 schloss er das Studium mit der Promotion zum Dr. theol. ab.
Am 10. April 1793 empfing Roß in der reformierten Kirche zu Homberg (Rheinland) seine Ordination zum Geistlichen Amt und arbeitete dort im Pfarrdienst bis 1795. Er wechselte dann auf die Gemeindepfarrstelle in Budberg und wurde 1817 zusätzlich Superintendent des Kirchenkreises Moers sowie Präses der Provinzialsynode Jülich-Kleve-Berg.
1826 wurde Roß im Stand der Landgemeinden im Regierungsbezirk Düsseldorf in den Provinziallandtag der Rheinprovinz gewählt. Er schied bereits 1828 per Los aus dem Provinziallandtag aus.
Im Jahre 1827 erhielt Roß eine Berufung nach Berlin, wo er zunächst eine kommissarische Tätigkeit im Kultusministerium übernahm, dann im Jahre 1828 Propst an der Nikolaikirche wurde. Zusätzlich war er als Oberkonsistorialrat tätig.
Im Jahre 1829 wurde Wilhelm Roß zum Generalsuperintendenten der Brandenburgischen Neumark und Niederlausitz berufen und übte dieses Amt bis zum Jahre 1836 aus.
In diesem Jahr wechselte Roß zurück in seine Heimat als Generalsuperintendent mit dem Ehrentitel „Bischof“ der beiden Provinzen Rheinland und Westfalen, blieb aber mit Berlin durch seine Mitgliedschaft im Evangelischen Oberkirchenrat der Evangelischen Landeskirche in Preußen von 1850 bis 1854 verbunden.
1846 trat er als Generalsuperintendent zurück, sein Amtsnachfolger in Westfalen wurde Franz Friedrich Graeber, in der Rheinprovinz Johann Abraham Küpper. Am 31. März 1854 wurde Wilhelm Roß pensioniert.
Wilhelm Roß galt als Schlüsselfigur in den Kämpfen um die Union und die Agende in den preußischen Westprovinzen und übte eine vermittelnde Tätigkeit in den Berliner Stellen aus.
Roß war seit dem 21. September 1795 mit Marie Luise Cecilie geborene aus'm Werth (getauft 13. August 1776 in Barmen; † 5. Januar 1841), Tochter eines Weinhändlers in Werth, verheiratet.

## Ehrungen
Am 3. März 1830 erhielt Wilhelm Roß gnadenhalber das Recht, den Titel „Graf“ zu tragen. Am 25. Juni 1830 verlieh ihm die Theologische Fakultät der Friedrich-Wilhelms-Universität zu Berlin die Ehrendoktorwürde, und am 7. Februar 1836 bekam er den Titel „Bischof“. 1836 wurde er mit dem Roten Adlerorden 2. Klasse mit Eichenlaub und 1843 mit dem Stern zum Roten Adlerorden ausgezeichnet.

## Werke
- Antrittspredigt des Propstes Ross, gehalten am 21sten Sonntage nach Trinitatis 1828, in der St. Nikolai-Kirche zu Berlin.  Heinrich Martius Wittwe, Berlin 1828.
- Der kindlich zuversichtliche, thätige Glaube der Christen : Eine Predigt gehalten am zweiten Christtage 1829 in der Kapelle des Königlichen Pallastes in Berlin und auf Befehl Seiner Königlichen Majestät. Hrsg. von W. Roß, Königlich wirklichem Ober-Consistorial-Rath, General-Superintendenten und Propst zu Berlin. Martius, Berlin / Unger, Berlin 1830.
- Agende für die evangelische Kirche in den Königlich Preussischen Landen. Mit besonderen Bestimmungen und Zusätzen für die Provinz Westphalen und die Rhein-Provinz. Gedruckt in der Dietericischen Buchdruckerei, Berlin 1834.[1]
- Predigt am Feste der Einführung der Reformation in der Mark Brandenburg über den vorgeschriebenen Text Joh. 12, 35-36 gehalten von Roß. Gropius, Berlin 1839.